# كوسفيسي
كوسفيسي هي بحيرة متوسطة الحجم تقع في فنلندا الوسطى، في بلدية لوكا. وهي تنتمي إلى منطقة مستجمعات المياه الرئيسي كيميجوكي. تتدفق المياه إلى البحيرة من منحدرات سايمنونكاس ومنحدرات تارفلان فرتا والتي تحميها برنامج حماية سريع من قبل حكومة فنلندا.